# +Cuñados
+Cuñados és una pel·lícula gallega del 2024 dirigida per Luis Avilés i rodada en gallec i portuguès. És la seqüela de la pel·lícula Cuñados del 2021 i és protagonitzada pels mateixos actors, Xosé Antonio Touriñán, Miguel de Lira i Federico Pérez Rey i la resta del repartiment de la pel·lícula original, com Eva Fernández, Iolanda Muíños, María Vázquez, Mela Casal, que també reprenen els mateixos papers. Es va estrenar a la Corunya el 18 d'abril del 2024. L'endemà, 19 d'abril, es va estrenar als cinemes de tota Galícia. S'ha subtitulat al català.

## Sinopsi
La història està ambientada dos anys després dels fets de la primera pel·lícula. De nou, els tres protagonistes estan implicats en una causa penal, però aquesta vegada amb l'entroido d'Ourense com a teló de fons. Apareix un cos al Pont International de Tui, i la policia gallega i portuguesa investiguen el cas.

## Repartiment
- Xosé Antonio Touriñán com a Sabonis
- Miguel de Lira com a Eduardo
- Federico Pérez Rey com a Modesto
- Eva Fernández com a Mati
- Iolanda Muíños com a Cuca
- María Vázquez com a Peque
- Mela Casal com a Aurelia